# يوميات متقاعد (مسلسل)
يوميات متقاعد هو مسلسل كوميدي إنتاج تلفزيون الكويت عام 1995ومن إخراج عبد الأمير مطر وبطولة غانم الصالح وخليل إسماعيل وانتصار الشراح ومريم الغضبان، وتدور أحداثه حول بو صالح (خليل إسماعيل) مراقب البلدية الذي يتقاعد ليعمل مع صديقه بو أحمد(غانم الصالح) عدة مشاريع، الا انها كلها فاشلة، ومع توالي الأحداث يقرر بو صالح العودة للبلدية.